# Euriclea

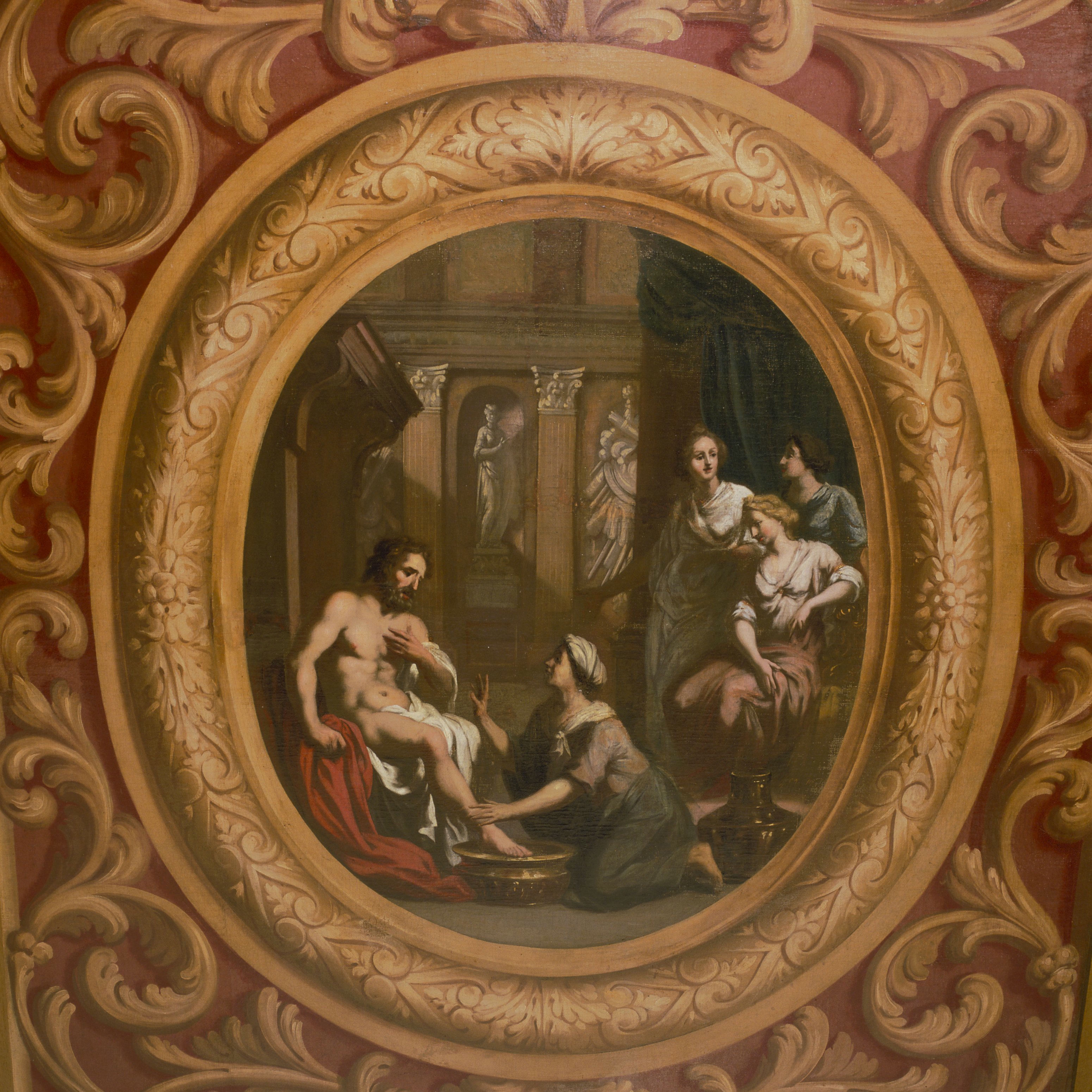
Euriclea reconeix Ulisses

Euriclea (en grec antic Εὐρύκλεια) és un personatge de l'Odissea d'Homer.
Comprada per Laertes al preu de vint bous, Euriclea va ser la dida d'Odisseu i després, durant els vint anys d'absència de l'heroi, primer dida de Telèmac i després dona de confiança de Penèlope.
Quan Odisseu va tornar a Ítaca, Euriclea el va reconèixer al descobrir-li una ferida antiga que tenia a la cama, feta per un senglar, i volia anar corrents davant de Penèlope per explicar-li la tornada del seu marit. L'heroi ho va impedir, ja que, havent-se presentat disfressat de rodamón, no volia ésser descobert pels seus enemics, els pretendents de la seva dona. Després, Euriclea li va dir quins eren els servents de confiança i quins havien traït la seva mestressa adulant els pretendents.